# Trabada (parroquia)
Trabada (llamada oficialmente Santa María de Trabada) es una parroquia y una villa española del municipio de Trabada, en la provincia de Lugo, Galicia.

## Organización territorial
La parroquia está formada por cuarenta y seis entidades de población, constando cuarenta y dos de ellas en el nomenclátor del Instituto Nacional de Estadística español:

### Entidades de población
Entidades de población que forman parte de la parroquia:
- Abaira (A Abaira)
- Barreiros
- Cabana (A Cabana)
- Cachopa (A Cachopa)
- Canle
- Carballo (O Carballo)
- Chao do Sevil (O Chao do Sevil)
- Chao dos Navais (O Chao dos Nabais)
- Cima de Vila
- Cotarelo
- Coto  (O Coto)
- Covacho
- Espín
- Fondo de Vila
- Fontán
- Hermida (A Ermida)
- Lagoa (A Lagoa)
- Lamelas
- Lóngaras (As Lóngaras)
- Mozandeo
- Órrea (A Órrea)
- Outeiro (O Outeiro)
- Pacio (O Pacio)
- Parladoiro (O Parladoiro)
- Paucabaleiro
- Pividal (O Pibidal)
- Porto do Malle (O Porto do Malle)
- Redondo
- Rego Rubio
- Ribela (A Ribela)
- Río (O Río)
- San Estebo (Santo Estevo)
- Soenlle
- Trabada
- Trapa (A Trapa)
- Veiga  (A Veiga)
- Vilapercide
- Vilar (O Vilar)
- Xuga

### Despoblados
Despoblados que forman parte de la parroquia:
- Escanarega (A Escanarega)
- Foxos
- Granxa (A Granxa)
- Moinqueimado (Muín Queimado)
- Penela (A Penela)
- Pontegorda (Ponte Gorda)
- Pontigal (O Pontigal)

## Demografía

### Parroquia
| Gráfica de evolución demográfica de Trabada (parroquia) entre 2000 y 2021 |
|                                                                           |
| Datos según el nomenclátor publicado por el INE.                          |

### Villa
| Gráfica de evolución demográfica de Trabada (villa) entre 2000 y 2021 |
|                                                                       |
| Datos según el nomenclátor publicado por el INE.                      |